# Ґодрич (Герфордшир)

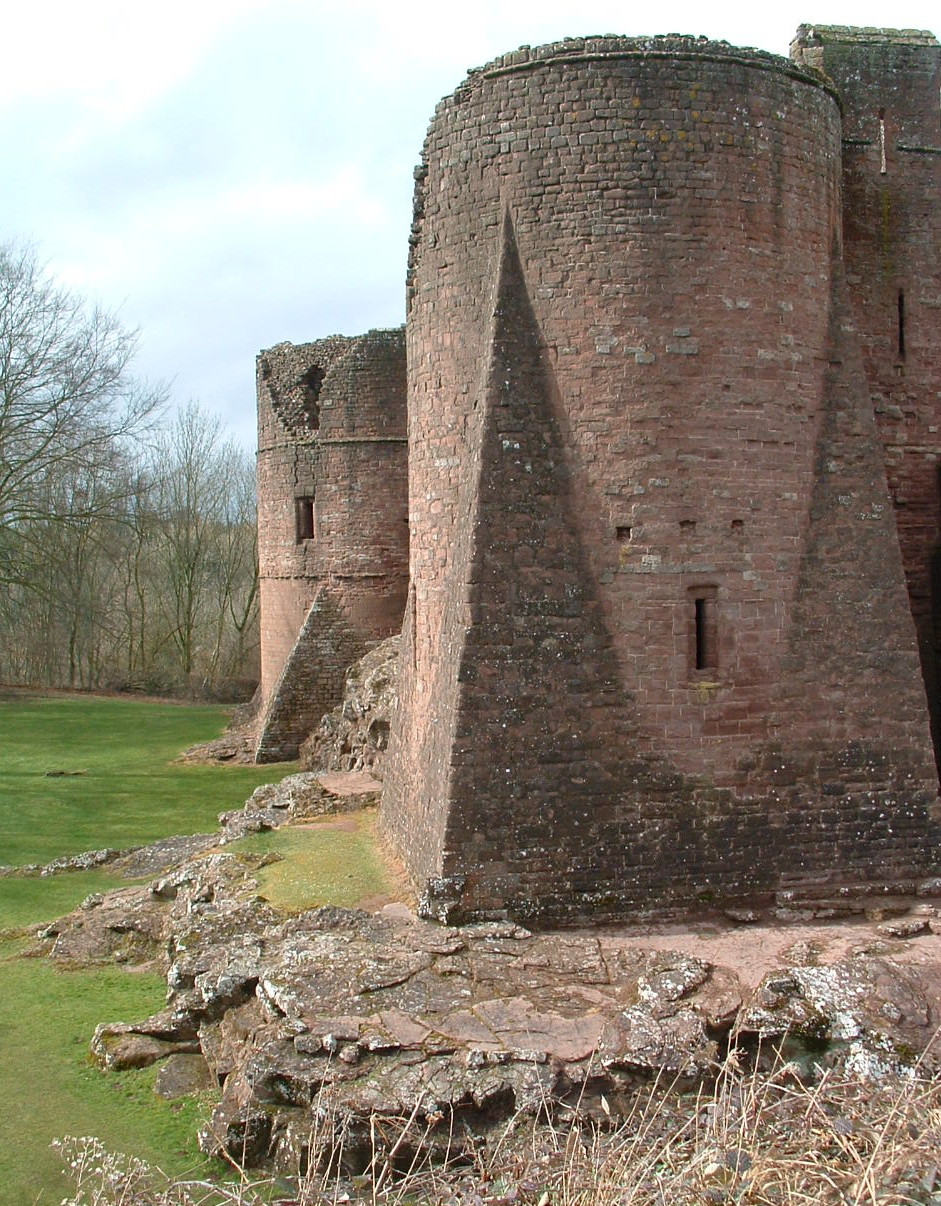
Південна сторона замку Ґодрич

Ґодрич — село та цивільна прафія у південному Герфордширі, Англія, поблизу Ґлостерширу та лісу Дін, розташоване поблизу річки Вай. Місцевість відома своїм нормандським середньовічним замком, збудованим зі старого червоного пісковика.
Парафія включає сусіднє село Саймондс-Ят-Іст, а населення за переписом 2011 року становило 550 осіб.
Село виросло поруч із замком Ґодрич, «замком Марчер», що датується приблизно 1101 роком, який стоїть на високому горбі, займаючи стратегічне положення над мостом Керн, стародавнім пунктом переправи через річку Вай.
Ґодрич розташований на магістральній дорозі A40, яка є частиною головного маршруту між Південною Валлією та Західним Мідлендом, але знаходиться в захищеній сільській місцевості. Ґодрич не зберіг свого сільського магазину чи поштового відділення, але зберіг сільську ратушу та два паби. У селі є тенісний клуб з трьома всепогодними кортами та активний сільський крикетний клуб.
Природний заповідник Коппетт-Гілл простягається вздовж пагорба над річкою Вай на південь від села.

## Церква
У церкві Святого Джайлза знаходиться гробниця графині Солсбері, якій Генрі Болінґброк доручив виховувати свого сина, який згодом став королем Генріхом V, після смерті його першої дружини Мері де Богун. Юний хлопчик виховувався в сусідньому Кортфілді у Велш-Бікнорі .

## Замок Ґодрича
Замок Ґодрича спочатку був відомий як Castellum Godrici на честь Ґодрика з Мапстона, будівельника першого замку на цьому місці. З часом назва змінилася на Ґодрич, і замок протягом століть багато разів переходив з рук у руки, від родини до родини. У 1646 році, ближче до кінця Англійської громадянської війни, замок був обложений і захоплений прихильниками Парламену на чолі з полковником Берчем за допомогою потужної гармати, відлитої в лісі Діна у сера Генрі Лінґена в цій околиці. Зараз замок перебуває під охороною, як Англійська спадщина.

## Ґодрич-Корт
Ґодрич-Корт – це заміський будинок, збудований між 1828 і 1831 роками сером Семюелем Мейріком. Ґодрич-Корт та інші сусідні будівлі стали евакуаційним приміщенням для школи Фелстед під час Другої світової війни (1940–1945). Хоча стайні Ґодрич-Корту були зруйновані в 1950-х роках, вони все ще існують. Скульптор Джон Едґар жив і працював тут з 2004 до 2007 року.

## Роклендс-Гауз
Будинок Роклендів внесено до Англійського реєстру спадщини. Він був збудований у 1700-х роках, а суттєві добудови були зроблені у 1800 році. Протягом наступних двох століть він був домівкою багатьох відомих людей.

## Роль в історії естетики
Завдяки особливому розташуванню Ґодрича з краєвидом річки Вай, і замок, і суд були зупинками під час першої екскурсії Вільяма Ґілпіна по річці Вай у 1770 році. Подорож з Росс-он-Вай до Монмута відіграла важливу роль у розвитку стилю «Пікчуреск».

## Залізниці
З 1873 до 1959 року село обслуговувалося залізницею Росса та Монмута на станції Керн-Брідж, яка проходила через мальовничу долину Вай.

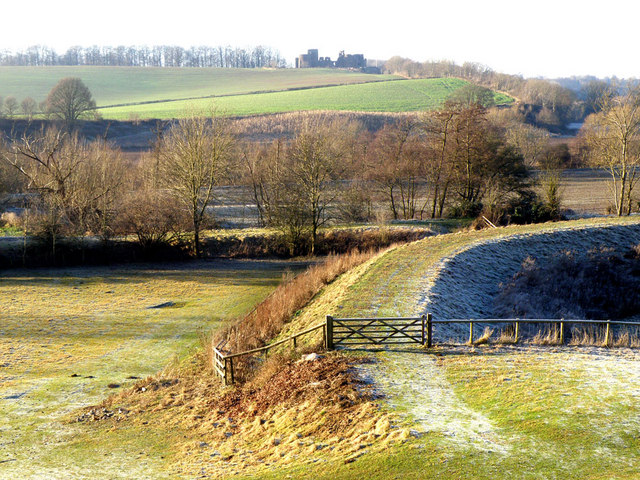
Замок Ґодрича розташовувався на пагорбі у фокусі плавного вигину колії залізниці Росса і Монмута.

## Зовнішні посилання
- Замок Ґодрича на веб-сайті English Heritage
- Руйнування замку Ґодрича, історичний Герфордшир, онлайн
- Географія фотографії Ґодрича та околиць
- Сер Семюел Мейрік та Ґодрич-Корт
- Відтворення стилю Піктореск; після туру сера Вільяма Ґілпіна 1770 року